# سونار

روش کار یک ردیاب صوتی زیردریایی (سونار)

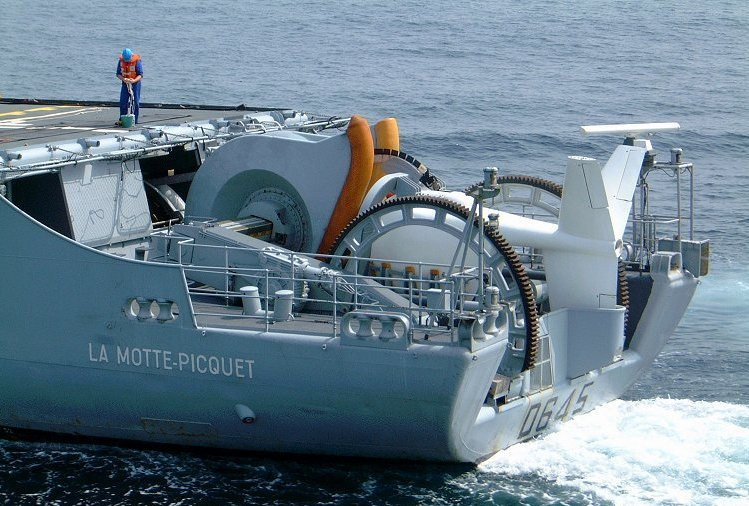

سونار (به انگلیسی: SONAR) "Sound Navigation & Ranging" یا ناوبری و فاصله‌یابی صوتی، دستگاه ردیاب زیردریایی است [Fārsi: Hedāyat wa Radebandiye Sout] که طرز کار آن استفاده از انتشار امواج صوتی است. علاوه بر ردیابی، این روش معمولاً به منظور ناوبری و ارتباط با دیگر یگان‌های شناور و زیرآبی نیز به کار می‌رود.
خفاشها به منظور حرکت کردن و تعیین مسیر و شکار حشرات به‌عنوان غذا در تاریکی مطلق، یک سامانه با قدمت بیش از ۶۰ میلیون ساله دارند که بر هر سامانه ناوبری که تاکنون به وسیلهٔ فناوری تولیدشده برتری دارد. با فریاد زدن در فرکانس‌های فراصوت (معمولاً بالای ۲۰ کیلوهرتز) خفاش‌ها می‌توانند صداهای منعکس‌شده از اشیاء اطرافشان را تشخیص دهند و آن‌ها را به صورت «تصویر صوتی» تفسیر کنند. این خیلی موضوع پیچیده‌ای است که آن‌ها می‌توانند در سرعت‌های بالا پرواز کنند و در مسیرشان از همه موانع اجتناب کنند، آن‌ها حتی می‌توانند حشرات کوچک را از چند متری تشخیص دهند.
بانگ‌ها و صداهای مافوق صوتی که در حنجره خفاش‌ها تولید می‌شوند برای محیط اطرافشان مناسب است و برای پیدا کردن غذا کارآمد و دقیق است. این بدان معنی است که انواع مختلفی از مکان‌یابی‌ها را با استفاده از انعکس صداها مطابق با مقتضیات زیستگاه‌های متفاوتی که دارند انجام می دهند. (مکان‌یابی با استفاده از انعکاس صدا عبارت از یک دستگاه حسی در جانوران مشخصی مثل خفاش‌ها و دلفین‌ها است. بر اساس این سامانه آن‌ها معمولاً صداهایی از خودشان خارج می‌کنند و و انعکاس این صداها را برای تعیین مسیر و فاصله اشیا تفسیر می‌کنند) سپس خفاش‌ها این صداهای مافوق صوت را به شنیداری تبدیل می‌کنند.